# Семыкин, Виктор Иванович
Виктор Иванович Семыкин (род. 4 апреля 1948, Усть-Каменогорск, Восточно-Казахстанская область, Казахская ССР или Берёзовка, Алтайский край, РСФСР) — советский хоккеист, нападающий. Тренер.

## Биография
В хоккей начал играть в 13 лет, до этого играл в настольный теннис, был абсолютным чемпионом Восточно-Казахстанской области во всех разрядах. Воспитанник «Торпедо» Усть-Каменогорск, где провёл всю карьеру — 12 сезонов (1966/67 — 1977/78): 11 сезонов в первой лиге, последний — во второй. С сезона 1976/77 — играющий тренер. Окончил высшую школу тренеров. Тренер (1977/78 — 1981/82) и старший тренер (1982/83 — 1985/86) «Торпедо». Главный тренер (1986/87 — 1987/88, 2010/11 — 2013/14) воронежского «Бурана», в первый же сезон вывел клуб в первую лигу, но сразу же вылетел обратно во вторую, спортивный директор (2014—2015). Тренер «Кристалла» Электросталь (1988/89 — 1989/90), «Лады» Тольятти (1989/90 — 1990/91). Главный тренер «Заполярника» Норильск (1992/93 — 1995/96). Тренер (1996), главный тренер (1996/97 — 1998/98, 2004/05 — 2009/10) ХК «Липецк», в 1998 году вывел команду в РХЛ. Главный тренер «Амура» (1999/2000), «Энергии» Кемерово (2000/01 — 2004/05).
Сын Евгений (род. 1969) играл и тренировал в командах низших лиг, мастер спорта России; в «Липецке», «Энергии» и «Буране» входил в тренерский штаб отца. Сын Владимир (род. 1973) вместе со старшим братом играл в «Заполярнике» под руководством отца.